# 법집행기관
법집행기관(法執行機關, law enforcement agency)은 법집행을 행하는 정부기관이다. 일반적으로 경찰이 법집행기관과 동일시되나, 국가에 따라서 헌병대가 경찰의 역할까지 하는 곳도 있고(예: 이탈리아의 총기병대) 미국의 연방수사국처럼 경찰과 독립된 형사사건 전담 기관도 있다. 경찰을 비롯해 헌병, 국경경비대, 북미의 보안관, 부패감시기구, 세관 등이 법집행기관에 속한다.

## 같이 보기
- 특별사법경찰관리
- 교통경찰
- 보안관
- 경찰